# セレベスバト
セレベスバト（Cryptophaps poecilorrhoa）は、ハト科の鳥の一種である。セレベスバト属の中で唯一の種で、インドネシアのスラウェシ島の固有種である。生息地は、亜熱帯または熱帯の湿った山地林である